# Gräsklipparmannen (novell)
Gräsklipparmannen (The Lawnmower Man) är en novell av Stephen King. Den publicerades första gången i maj 1975 ett nummer av Cavalier. Senare publicerades den i novellsamlingen "Dödsbädden" ("Night Shift") som gavs ut i Sverige 1985. 

## Handling
Novellen handlar om Harold Parkette, som är i stort behov av att få gräsmattan klippt. Han har skjutit upp att klippa gräset i nästan ett år, efter att han råkat döda en katt när han klippte gräset. När han ser en annons ringer han, och snart dyker en man upp, som börjar klippa gräset på baksidan av huset. När Harold ska inspektera mannens arbete, ser han hur gräsklipparen står still på tomgång medan mannen kryper omkring naken och äter gräs. Mannen jagar sedan upp en mullvad och äter den, varpå Harold svimmar. 
När han vaknar, förklarar gräsklipparmannen att han rituellt offrar de kunder som inte uppskattar hans arbetssätt. Harold tillåter honom att fortsätta, men ringer polisen så fort mannen går ut. Han avbryts dock av mannen, som nämner att hans chef är guden Pan och slår ihjäl Harold. 
När polisen kommer, slår de fast att Harold mördats och styckats av en schizofren sexgalning. När de går, hänger lukten av nyklippt gräs kvar i luften.

## Filmatisering
- Filmen "The Lawnmower Man" släpptes 1992 av New Line Cinema. Förutom titeln har den dock ingenting med novellen att göra, utan baserades på ett originalmanuskript som ursprungligen hette "CyberGod". Stephen King stämde filmbolaget och fick rätt, varpå hans namn togs bort från all marknadsföring.[1]